# Крок уперед 4
«Крок вперед 4» (англ. Step Up Revolution, також відомий як англ. Step Up 4: Miami Heat) — американський музичний молодіжний фільм 2012 року. Четвертий фільм популярної серії фільмів «Крок вперед». Прем'єра в Україні відбулася 26 липня 2012 року, на день раніше, ніж у США. У фільмі знімалася Кетрін Маккормік, яка посіла третє місце у шостому сезоні «So You Think You Can Dance?», аналогом якого є українське талант-шоу «Танцюють всі!».
В український прокат фільм вийшов на 72 цифрових носіях з дубляжем українською мовою.

## Цікаві факти
- Після першого виступу Mob, коли Едді показує відео з YouTube, воно називається «The MOB — Hits Ocean Ave». Незабаром у репортажі про Mob приходить на телебачення, посилаються на «Ocean Drive», а не на «Ocean Avenue».